# Sigurd Wandel
Sigurd Wandel, född den 22 februari 1875 i Köpenhamn, död den 3 juni 1947, var en dansk målare. Han var brorson till Carl Frederik Wandel.
Wandel, som studerade vid konstakademien, hos Zahrtmann i flera år samt vid akademien i Dresden, gjorde sig huvudsakligen känd genom interiörer med figurer i en något sträv stil, men av mycken kraft: Figurgrupp (1905), Aftoninteriör (1907), Interiör (1913), alla i konstmuseet. Han målade även såväl porträtt som landskap. Wandel blev 1920 professor i målarkonst vid akademien i Köpenhamn. Åren 1908 och 1910 hade han tilldelats årsmedaljen.

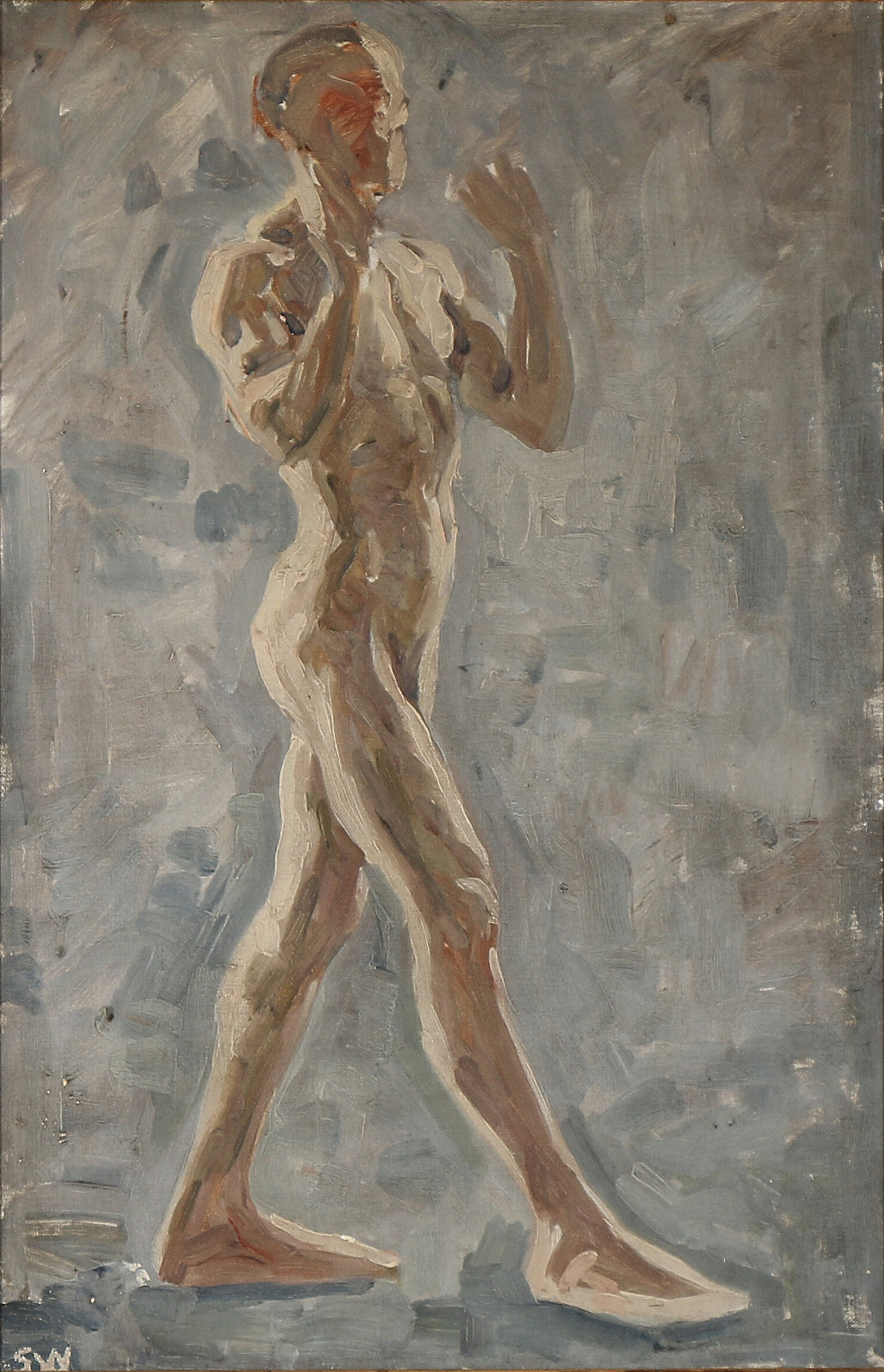
Manlig nakenmodell av Sigurd Wandel.